# Nannerlia longinqua
Nannerlia longinqua är en kvalsterart som beskrevs av Coetzer 1968. Nannerlia longinqua ingår i släktet Nannerlia och familjen Scheloribatidae. Inga underarter finns listade i Catalogue of Life.